# Радиолокационное синтезирование апертуры
Радиолокационное синтезирование апертуры, РСА (англ. Synthetic Aperture Radar, SAR) — способ, который позволяет получать радиолокационные изображения поверхности планеты и находящихся на ней объектов независимо от метеоусловий и времени суток с детальностью, сравнимой с аэрофотоснимками (например, типичное разрешение изображений со спутника Sentinel 1 SAR — 20 метров в любое время дня и ночи).

## Особенности получения радиолокационного изображения
Наиболее простым способом получения радиолокационного изображения (РЛИ) местности является использование режима реального луча, когда радиолокационная станция (РЛС), установленная на самолёте-носителе, осуществляет обзор земной поверхности путём сканирования антенной в горизонтальной плоскости, например, в секторе ±90° относительно вектора скорости носителя. При этом изображение местности в зоне обзора наблюдается в виде сектора размером ±90° с максимальным радиусом, равным дальности действия РЛС. Основным недостатком этого режима является низкая разрешающая способность по азимуту, которая при некогерентной обработке определяется шириной диаграммы направленности (ДН) реальной антенны в горизонтальной плоскости. Ширина ДН {\displaystyle {\Theta }_{az}} зависит от горизонтального размера антенны {\displaystyle d} (апертуры) и длины волны электромагнитных колебаний, излучаемых РЛС: {\displaystyle {\Theta }_{az}=\lambda /d}. В то же время линейное разрешение по азимуту увеличивается пропорционально наклонной дальности. Например, при длине волны {\displaystyle \lambda =3} см и размере антенны 150 см ширина луча {\displaystyle {\Theta }_{az}=1,15}° и на дальности 120 км линейное разрешение будет составлять около 2,5 км. Такая низкая разрешающая способность приводит к тому, что на изображении наблюдаются отметки только от крупных объектов (мостов, населённых пунктов, кораблей).
Получение высокого разрешения по азимуту требует применения антенны с большим размером апертуры. Размещение антенн больших размеров на самолёте невозможно, поэтому для обеспечения разрешения по азимуту значительно лучшего, чем определяемое шириной ДН реальной антенны, используются когерентные режимы работы, позволяющие сформировать синтезированную апертуру большего (в 1000 и более раз) размера.
Для получения изображений рельефа поверхности используются интерферометрические радары с синтезированной апертурой (InSAR).

## Сущность РСА
Суть метода синтезирования апертуры заключается в том, что радиолокационные данные, полученные в каждом отдельном периоде зондирования, сохраняются совместно с данными о местоположении платформы, соответствующими этим периодам. Все эти данные сохраняются в течение определённого интервала времени. Расстояние, на которое переместится платформа в течение этого интервала, определяет размер синтезированной апертуры. По окончании интервала полученные данные обрабатываются совместно, как если бы они были получены при помощи антенной решётки, элементы которой соответствуют положениям платформы с радиолокатором во время каждого из периодов зондирования.